# Ленинградец (фильм)
«Ленинградец» — российская историческая драма 2006 года.

## Сюжет
Начало 1960-х годов. Главного конструктора уже нет в живых. Сверхсекретные разработки нового авианосца, которому нет аналогов, поручаются сыну покойного конструктора — гениальному молодому учёному, но совершенно не приспособленному к жизни человеку. Позже становится ясно, что это отвлекающий манёвр для западных спецслужб.

## В ролях
| Актёр                | Роль             |
| -------------------- | ---------------- |
| Юрий Степанов        | Фёдор            |
| Алёна Бабенко        | Ксения           |
| Олег Басилашвили     | Савицкий         |
| Марк Гейхман         | Ефим Львович     |
| Игорь Кваша          | Леонид Львович   |
| Светлана Немоляева   | Раиса Ивановна   |
| Юрий Беляев          | Адмирал          |
| Людмила Аринина      | Людмила Ивановна |
| Сергей Чонишвили     | Степан           |
| Инга Оболдина        | Зизи             |
| Андрей Ильин         | Виктор           |
| Татьяна Арнтгольц    | Анюта            |
| Анастасия Микульчина | эпизод           |